# Walter Bénéteau

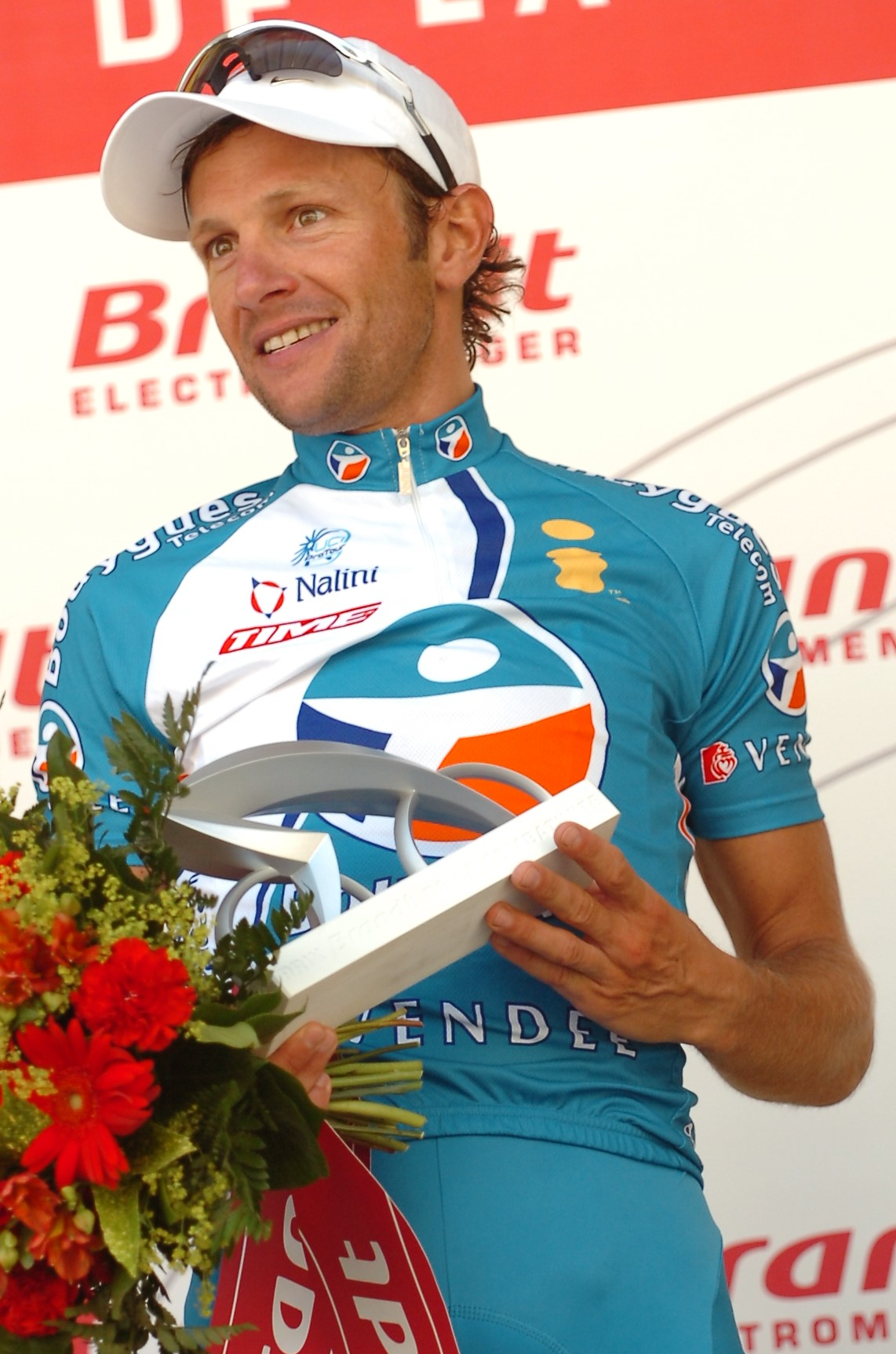
Walter Bénéteau im Jahr 2006

Walter Bénéteau (* 28. Juli 1972 in Les Essarts; † vor oder am 11. Dezember 2022 auf Bali, Indonesien) war ein französischer Radrennfahrer.
1996 gewann Walter Bénéteau den GP Cristel Energie, 1996 die Gesamtwertung der Tour de Guadeloupe, 1997 die Tour du Finistère und im selben Jahr das Trio Normand, gemeinsam mit Gregory Barbier und Christian Blanchard.
Zur Saison 2000 schloss sich Bénéteau dem internationalen Radsportteam Bonjour, für das er bis zum Ende seiner Laufbahn nach Ablauf der Saison 2006 fuhr. In dieser Zeit wechselte die Mannschaft zweimal ihren Namen und hieß zwischenzeitlich Brioches – La Boulangère und Bouygues Télécom. In dieser Zeit startete er siebenmal bei der Tour de France; seine beste Platzierung war Rang 42 im Jahre 2001; in diesem Jahr wurde er auch französischer Vize-Meister im Straßenrennen. Jeweils einmal bestritt er den Giro d’Italia und die Vuelta a España. 2000 und 2003 entschied er den Circuit de l'Aulne für sich.
Am 11. Dezember 2022 wurde bekannt, dass Bénéteau im Süden der indonesischen Insel Bali tot aufgefunden wurde.